# Área de Proteção Ambiental Guaraqueçaba
Área de Proteção Ambiental Guaraqueçaba är ett naturreservat i Brasilien.   Det ligger i delstaten Paraná, i den södra delen av landet, 1 000 km söder om huvudstaden Brasília.
I omgivningarna runt Área de Proteção Ambiental Guaraqueçaba växer i huvudsak städsegrön lövskog. Runt Área de Proteção Ambiental Guaraqueçaba är det mycket glesbefolkat, med 2 invånare per kvadratkilometer.